# Saue
Saue város Észtország északnyugati részén, Harjumaa megyében. Lakossága 2006-os becslések alapján 5600 fő. A legközelebbi városok: Tallinn (tizennyolc kilométerre), Keila (hét kilométerre), Saku (hét kilométerre), Laagri (hét kilométerre).

## Földrajza
Az észt főváros közelségének köszönhetően, sokan Tallinnból azért költöztek ide, mert szeretik a csendes kisváros nyugalmát, a természetközeli település hangulatát, viszont nem akarnak lemondani a nagyváros közelségéből adódó előnyökről, a jobb munkahelyi lehetőségekről.

## Történelme
Saue Tallinn egyik kertvárosaként 1920-ban kezdett kialakulni, majd 1960-ban a fővároshoz csatolták. 1973-tól mint falu említették, majd 1993-ban városi rangra emelték. 1994-ben pedig különvált Tallinn-tól.

## Népessége
Lakosságának 93%-a az észt nemzetiségű. A városban az átlagéletkor 35 év. 
| 1959  | 1970  | 1979  | 1989  | 1995  | 2000  |
| 1.088 | 1.979 | 3.293 | 4.395 | 4.492 | 4.996 |

## Fordítás
- Ez a szócikk részben vagy egészben  a   Saue című angol Wikipédia-szócikk ezen változatának fordításán alapul.  Az eredeti cikk szerkesztőit annak laptörténete sorolja fel. Ez a jelzés csupán a megfogalmazás eredetét és a szerzői jogokat jelzi, nem szolgál a cikkben szereplő információk forrásmegjelöléseként.